# Bis(1,5-cyclooctadiène)nickel
Le bis(cyclooctadiène) nickel(0), souvent abrégé Ni(COD)2, est un composé organométallique de formule Ni(C8H12)2. Il se présente sous la forme d'un solide jaune, sensible à l'air, et constitue une source courante de Ni(0) en synthèse chimique.
Le Ni(COD)2, est un complexe diamagnétique composé d'un atome de nickel(0) tétraédrique, liés aux doubles liaisons de deux ligands cycloocta-1,5-diène (COD). 
Ce complexe peut être préparé par réduction d'acétylacétonate de nickel anhydre, en présence de COD :
1/3 [Ni3(acac)6]  +  2 COD  +  2 AlEt3  →  Ni(cod)2  +  2 acacAlEt2  +  C2H6  +  C2H4
Le Ni(COD)2 n'est que modérément soluble dans le benzène et dans le THF. Les ligands COD peuvent être facilement remplacés par des phosphines, des phosphites ou des isocyanures.